# Водоник-сулфид
Водоник-сулфид је једињење водоника и сумпора, опште формуле . То је отрован гас, који може да буде смртоносан чак и ако је присутан у малим количинама у ваздуху. Мирис му је препознатљив, попут покварених јаја. Као антидот се препоручује разблажени раствор хлора.

## Историјат
Средњовековни алхемичари су о водоник-сулфиду писали као о „сумпорној пари“. Течност из које су је добијали, а вероватно је била смеша која је садржавала и овај гас, им је била занимљива јер је давала разне боје са растворима разних метала. Карл Вилхелм Шеле је 1777. године први систематски испитао водоник-сулфид. Фарадеј је 1823. године кондензовао ово једињење.

## Налажење
Налази се у неким минералним водама и у вулканским гасовима. Многе бање су познате по тзв. сумпорним водама. Водоник-сулфид настаје и у току труљења органског материјала (угинулих живих бића и њихових делова).

## Добијање
Водоник-сулфид се у пракси добија дејством неких разблажених киселина на сулфид гвожђа:
Мање заступљени начини су превођењем струје водоника кроз кључали сумпор или преко неких загрејаних сулфида:
За сушење гаса се обично употребљава калцијум-хлорид, иако делимично долази до разлагања:

## Особине
Водоник-сулфид је на собној температури безбојан гас непријатног мириса. Кондензује се у безбојну течност на 10 °C под притиском. На нормалном притиску, течност кључа на -61,8°, а мрзне се на -82,9 °C.
Водоник-сулфид је мало тежи од ваздуха и прилично је растворљив у води и тада има слабо киселу реакцију. Гори на ваздуху плавичастим пламеном и даје сумпор-диоксид и воду или само сумпор и воду (на овај начин може да се таложи, односно добија сумпор):
Водоник-сулфид лако дисосује када се преводи кроз врућу порцеланску цев. Дисоцијација почиње на 400 °C, а потпуна је на око 1700 °C.
Понаша се као редукционо средство, јер редукује халогене у одговарајуће киселине:
Ова реакција се користи за добијање неких киселина.
Такође, водоник-сулфид реагује са сумпор-диоксидом, али уз присуство влаге:
У неким реакцијама се понаша као киселина, на пример са загрејаним металима или са алкалијама, као што је калијум-хидроксид. У овом другом случају, дешава се реакција неутрализације.
Водоник-сулфид се често користи у аналитичкој хемији због тога што када реагује са различитим солима, ствара сулфиде који се због различитих особина могу лако издвојити (по групама) из смесе која се анализира. На овај начин се доказују различити метали који граде те соли.
Сам водоник-сулфид се доказује дејством на растворе соли олова. Када се овим гасом делује на олово(II) ацетат, уочава се мрки талог олово-сулфида.